# Steppenwolf (album)
Steppenwolf – debiutancki album wydany przez zespół rockowy Steppenwolf w 1968 roku zawierający dwa największe przeboje zespołu "Born to Be Wild" i "The Pusher", które później były wykorzystane filmie Easy Rider w reżyserii Dennisa Hoppera.    

## Lista utworów

### Strona pierwsza
| 1. | "Sookie Sookie" (Don Covay, Steve Cropper)   | 3:12  |
|    |                                              |       |
| 2. | "Everybody's Next One" (Kay, Gabriel Mekler) | 2:53  |
|    |                                              |       |
| 3. | "Berry Rides Again" (Kay)                    | 2:45  |
|    |                                              |       |
| 4. | "Hoochie Coochie Man" (Willie Dixon)         | 5:07  |
|    |                                              |       |
| 5. | "Born to Be Wild" (Mars Bonfire)             | 3:28  |
|    |                                              |       |
| 6. | "Your Wall's Too High" (Kay)                 | 5:40  |
|    |                                              |       |
|    |                                              | 23:05 |
|    |                                              |       |

### Strona druga
| 1. | "Desperation" (Kay)                        | 5:45  |
|    |                                            |       |
| 2. | "The Pusher" (Hoyt Axton)                  | 5:43  |
|    |                                            |       |
| 3. | "A Girl I Knew" (Morgan Cavett, Kay)       | 2:39  |
|    |                                            |       |
| 4. | "Take What You Need" (Kay, Gabriel Mekler) | 3:28  |
|    |                                            |       |
| 5. | "The Ostrich" (Kay)                        | 5:43  |
|    |                                            |       |
|    |                                            | 23:18 |
|    |                                            |       |

## Wykonawcy
- John Kay: gitara, harmonijka, wokal
- Rushton Moreve: bas, wokal
- Michael Monarch: gitara, dalszy wokal
- Goldy McJohn: organy Hammonda, pianino, elektryczne pianino.
- Jerry Edmonton: perkusja, wokal